# Croton jacobinensis
Pour Croton jacobinensis, Müll.Arg., voir Croton echioides.
Espèce
Classification APG II (2003)
Croton jacobinensis est une espèce de plantes à fleurs du genre Croton et de la famille des Euphorbiaceae présente au Brésil (Bahia, Piauí).
Il a pour synonymes :
- Croton auriculatus Müll.Arg.
- Oxydectes jacobinensis (Baill.) Kuntze